# NGC 6372
NGC 6372 في الفهرس العام الجديد، هي مجرة، تقع في كوكبة الجاثي. اكتشفت في 19 مايو 1784 بواسطة ويليام هيرشل.

## روابط خارجية
- NGC 6372 على موقع ويكي سكاي: DSS2, SDSS, GALEX, IRAS, Hydrogen α, X-Ray, Astrophoto, Sky Map, Articles and images